# Erich Pätzold (Rennfahrer)
Erich Pätzold (bl. 1920er- und 1930er-Jahre) war ein deutscher Motorrad- und Automobilrennfahrer.

## Karriere
Der Kölner Erich Pätzold startete in der ersten Hälfte der 1920er-Jahre für Imperia, die in Bad Godesberg ansässig waren. Im Juni 1924 gewann er die 350-cm³-Klasse der ersten Deutschen Motorrad-Straßenmeisterschaft des ADAC – in diesem und dem folgenden Jahr veranstalteten der ADAC und der DMV noch getrennte Meisterschaften. Der ADAC bestimmte die Deutschen Meister 1924 in nur einem Wertungslauf im Rahmen des Schleizer Dreieckrennens. 1925 gewann Pätzold den Titel des DMV in der 750er-Kategorie, 1928 wurde er auf Sunbeam zum zweiten Mal in seiner Laufbahn 350-cm³-Meister – mittlerweile wurde nur noch ein Titel vergeben.
Der Nürburgring lag ihm besonders, hier gewann er 1924 auf 350-cm³-Imperia, 1925 auf 750-cm³-Imperia, 1926 auf 750-cm³-Scott und 1929 auf 350- und 500-cm³-Sunbeam das Eifelrennen bzw. dessen Vorläufer die Eifelrundfahrt sowie den Großen Preis von Deutschland. 1925 siegte Pätzold bei der Dreiecksfahrt im Erzgebirge auf dem Marienberger Dreieck solo in der Klasse bis 750 cm³ und in der Gespannklasse bis 1000 cm³, beides auf Imperia. 1928 gewann er auf der AVUS in Berlin mit einer 350er Sunbeam.
Seine Vielseitigkeit bewies Pätzold auch in anderen Motorsport-Disziplinen, so fuhr er 1929 auf NSU in der deutschen Silbervasen-Mannschaft bei der 11. Internationalen Sechstagefahrt und war auch bei Bahnrennen in Heide erfolgreich.
1936 gewann Erich Pätzold das Feldbergrennen am Großen Feldberg im Taunus in der Sportwagenklasse ohne Kompressor auf einem 2-Liter-Ford. Im selben Jahr wollte er herausfinden, wie schnell ein Autofahrer unter optimalen Bedingungen auf der Autobahn tatsächlich vorankommen kann. Mit einem in Köln gebauten Ford V8 befuhr er mit drei Fahrgästen die A 5 zwischen Frankfurt und Bruchsal dreimal (Gesamtstrecke: 652 Kilometer) und benötigte dafür mit zwei Tankpausen fünfeinhalb Stunden.

## Statistik

### Erfolge
- 1924 – Deutscher 350-cm³-Meister (ADAC) auf Imperia
- 1925 – Deutscher 750-cm³-Meister (DMV) auf Imperia
- 1928 – Deutscher 350-cm³-Meister auf Sunbeam

### Rennsiege
| Jahr | Klasse                              | Maschine | Rennen                       | Strecke                  |
| ---- | ----------------------------------- | -------- | ---------------------------- | ------------------------ |
| 1924 | 350 cm³                             | Imperia  | II. Eifelrundfahrt           | um Nideggen              |
| 1924 | 350 cm³                             | Imperia  | Schleizer Dreieckrennen      | Schleizer Dreieck        |
| 1925 | 750 cm³                             | Imperia  | Dreiecksfahrt im Erzgebirge  | Marienberger Dreieck     |
| 1925 | Gespanne (1000 cm³)                 | Imperia  | Marienberger Dreieckrennen   | Marienberger Dreieck     |
| 1925 | 750 cm³                             | Imperia  | III. Eifelrundfahrt          | um Nideggen              |
| 1926 | 750 cm³                             | Scott    | IV. Eifelrundfahrt           | um Nideggen              |
| 1928 | 350 cm³                             | Sunbeam  | AVUS-Rennen                  | AVUS                     |
| 1929 | 500 cm³                             | Sunbeam  | Eifelrennen                  | Nürburgring              |
| 1929 | 350 cm³                             | Sunbeam  | Großer Preis von Deutschland | Nürburgring-Nordschleife |
| 1935 | Sportwagen ohne Kompressor 2000 cm³ | Ford     | Feldbergrennen               | Feldbergring             |

## Verweise